# Pieter Van Den Bosch
Pieter Rosalia Van Den Bosch (Boom, 1927. október 31. – 2009. január 31.) belga labdarúgó-középpályás, edző.
A belga válogatott tagjaként részt vett az 1954-es labdarúgó-világbajnokságon bátyjával, Hippolyte-tal együtt.